# Kenneth Weiss
Kenneth Weiss (New York, ca. 1960) is een Amerikaans klavecimbelspeler.

## Levensloop
Weiss studeerde aan de High School of Performing Arts. Hij behaalde een Bachelor in muziek aan het Oberlin Conservatory of Music (USA) en vervolgde zijn studies bij Gustav Leonhardt aan het Sweelinck Conservatorium in Amsterdam.
In 1989 behaalde hij de Derde prijs tijdens het internationaal klavecimbelconcours in het kader van het Festival Musica Antiqua Brugge.
Van 1990 tot 1993 was hij assistent van William Christie bij 'Les Arts Florissants', en nam deel aan de productie van talrijke opera's en platenopnamen.
Hij legde zich vervolgens toe op het geven van recitals op klavecimbel en van concerten met zijn ensemble 'Le Salon-Paris': barokmuziek rond het klavecimbel en 19de-eeuwse salonmuziek rond de pianoforte. Hij trad op in talrijke festivals zoals in Innsbruck, Saintes, Lanaudière (Quebec), Straatsburg en Ambronay, en in concertzalen, zoals de BOZAR in Brussel. Een paar voorbeelden van optredens: in mei 2003 speelde hij het Vijfde Brandenbergs Concerto van Bach met Fabio Biondi en het ensemble Europa Galante in Italië en Genève, en in december van dat jaar gaf hij twee soloconcerten in Parijs, de ene gewijd aan Domenico Scarlatti en de andere aan Jean-Philippe Rameau.
Samen met choreograaf Trisha Brown, dirigeerde Weiss het ballet 'M.O.', gebaseerd op 'Das Musikalisches Opfer' van Bach, dat in première ging in de Koninklijke Muntschouwburg in Brussel. In mei 1999 dirigeerde hij, op uitnodiging van William Christie, het ensemble Les Arts Florissants in Doux Mensonges, een ballet van choreograaf Jiri Kylian voor de Opera van Parijs, herhaald in maart 2001 en februari 2004. Hij is ook, samen met William Christie directeur van het programma Jardin des Voix van de Arts Florissants.
Kenneth Weiss heeft gedoceerd aan het Oberlin Conservatory (USA) en het Koninklijk Conservatorium van Oslo. Vervolgens doceerde hij aan het Conservatorium van Parijs en sinds 2009 aan de Juilliard School of Music in New York.

## Discografie
- De Goldberg Variaties (BWV 988) (2001)
- De Partita's van Bach (2001)
- Sonates van Scarlatti
- Opera en Ballet van Rameau